# Kim Soo-hyun (Schauspielerin, 1985)
Kim Soo-hyun (auch Kim Su-hyeon; * 25. Januar 1985), auch unter dem Namen Claudia Kim auftretend, ist eine südkoreanische Schauspielerin. 2010 verwendete sie den Namen Yoo Ri El (유리엘).
Kim spielte Hauptrollen in den Fernsehserien Brain (2011) und Standby (2012), gewann jedoch in Südkorea vor allem durch ihre Rolle in dem US-amerikanischen Blockbuster Avengers: Age of Ultron (2015) an Aufmerksamkeit. Als sie im November 2013 für die Rolle vorsprach, wusste sie lediglich, dass es sich um einen Hollywood-Film handle, nicht aber, um welchen, da alles geheim gehalten wurde. Kim ist froh, dass sie das „Vorurteil“ durchbrechen konnte, dass koreanische Schauspieler zunächst in Südkorea bekannt werden müssten, bevor sie sich in Hollywood versuchen sollten.
Sie ist Teil der Besetzung des im Jahr 2018 erschienenen Films Phantastische Tierwesen: Grindelwalds Verbrechen.
Als sie fünf Jahre alt war, zog sie mit ihrer Familie nach New Jersey in den USA, wo sie sechs Jahre lang lebten, bevor sie nach Südkorea zurückkehrten. Ihre in den USA erworbenen Englischkenntnisse nutzte sie weiterhin, indem sie später als Studentin der Ewha Womans University als Reporterin für das englischsprachige Magazin der Universität tätig war.

## Filmografie (Auswahl)
Serien
- 2006: Queen of the Game (게임의 여왕 Geim-ui Yeowang, SBS)
- 2010: The Fugitive: Plan B (도망자 플랜 B Dumangja Pullaen B, KBS2)
- 2011: Romance Town (로맨스 타운, KBS2)
- 2011–2012: Brain (브레인, KBS2)
- 2012: Standby (스탠바이, MBC)
- 2013: 7th Grade Civil Servant (7급 공무원 7-geub Gongmuwon, MBC)
- 2014: Marco Polo (Netflix)
- 2015: Monster (몬스터, MBC)
- 2023: Gyeongseong Creature (경성크리처, Netflix)

Filme
- 2015: Avengers: Age of Ultron
- 2015: Equals – Euch gehört die Zukunft (Equals)
- 2017: Der Dunkle Turm (The Dark Tower)
- 2018: Phantastische Tierwesen: Grindelwalds Verbrechen (Fantastic Beasts: The Crimes of Grindelwald)